# 后胜

胜（?—?），战国时期齐国的大臣，官居相国。
后胜是齐王建的太后君王后（齐襄王王后）的族弟。前249年（齊王建十六年），君王后去世后，后胜为齐相，當時秦國已不斷對韩、赵、魏、楚、燕五國發動進攻。后勝多次收受秦國使臣的錢財，他派遣的賓客進入秦國，也受了秦國的重賄而勸齊王入秦與秦王會面，不做戰爭的準備，也不幫助五國抗秦，結果在秦國持續的攻勢之下五國相繼破滅。至前222年（齊王建四十三年），秦先後消滅了燕、代，至此六國僅餘齊國尚存。
前221年（齊王建四十四年），齊王建及后勝派兵守備西界，不與秦國通使。秦王政以此為由，命王賁率兵由燕地南下入侵齊都臨淄，齊國西部的主力未能回援，以致秦軍入城時臨淄民眾不敢抵抗。秦使陳馳以五百里封地誘騙齊王建投降，齊王不聽即墨大夫諌言而採納后勝建議，不戰而降前往秦國，結果被俘後遷往共地餓死。齊國百姓怨恨齊王建不及早與諸侯合縱攻秦，聽信姦臣賓客之言，致使國家滅亡，因而編出歌謠說：“是松樹嗎？還是柏樹嗎？讓齊王建住到共地的的難道不是賓客嗎？”。